# Astatotilapia
Astatotilapia es un género de peces de la familia Cichlidae y del orden Perciformes. Se encuentra en el África Oriental y a la cuenca del río Jordán.

## Especies
Se conocen ocho especies válidas en este género:
- Astatotilapia bloyeti (Sauvage, 1883)
- Astatotilapia burtoni (Günther, 1894)
- Astatotilapia calliptera (Günther, 1894)
- Astatotilapia desfontainii (Lacepède, 1802)
- Astatotilapia flaviijosephi (Lortet, 1883)
- Astatotilapia stappersii (Poll, 1943)
- Astatotilapia swynnertoni (Boulenger, 1907)
- Astatotilapia tweddlei Jackson, 1985